# Монастырь Добрун
Монастырь Добрун (серб. Манастир Добрун, также монастырь Крушево серб. Манастир Крушево) — монастырь Дабро-Боснийской митрополии Сербской православной церкви на реке Рзав в общине Вишеград в Республике Сербской.
Является одним из самых древних сербских монастырей на территории современной Боснии и Герцеговины. В нем сохранено несколько уникальных фресок, датируемых Средневековьем. В монастыре также действует типография «Дабар», издающая одноименный журнал, посвященный митрополии.
Точная дата основания монастыря неизвестна. Митрополит Савва Косанович утверждал, что он был построен в IX веке. По данным некоторых историков, Добрун основали в 1219 году, когда Сербская православная церковь стала автокефальной. По другим данным, он был основан во времена царя Душана, когда царским наместником в этих краях был жупан Прибил.
В 2004 году у монастыря был поставлен памятник Карагеоргию, работы над которым профинансировал известный сербский предприниматель и меценат Слободан Павлович.